# Separação de poderes

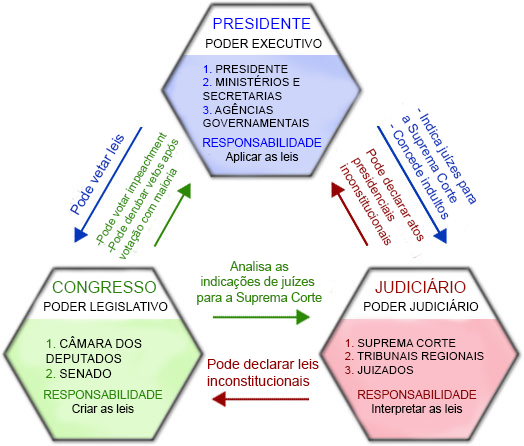
Um modelo de separação de Poderes.

A teoria da separação dos Poderes de Montesquieu, na qual se baseia a maioria dos Estados modernos, afirma a distinção dos três Poderes — Executivo, Legislativo e Judiciário —  e suas limitações mútuas. Por exemplo, em uma democracia parlamentar, o legislativo (Parlamento) limita o poder do executivo (Governo): este não está livre para agir à vontade e deve constantemente garantir o apoio do Parlamento, que é a expressão da vontade do povo. Da mesma forma, o poder judiciário permite fazer contrapeso a certas decisões governamentais (especialmente, no Canadá, com o poder que a Carta dos Direitos e Liberdades da Pessoa confere aos magistrados).
O conceito da separação dos Poderes, também referido como princípio de trias politica, é um modelo de governar cuja criação é datada da Grécia Antiga. A essência desta teoria se firma no princípio de que os três Poderes que formam o Estado (poder legislativo, executivo e judiciário) devem atuar de forma separada, independente e harmônica, mantendo, no entanto, as características do poder de ser uno, indivisível e indelegável.
O objetivo dessa separação é evitar que o poder se concentre nas mãos de uma única pessoa, para que não haja abuso, como o ocorrido no Estado Absolutista, por exemplo, em que todo o poder concentrava-se na mão do rei. A passagem do Estado Absolutista para o Estado Liberal caracterizou-se justamente pela separação de Poderes, denominada Tripartição dos Poderes Políticos.

## Conceito
Existe uma questão que sempre atormentou os teóricos institucionais: como assegurar o controle do exercício do poder governamental de tal modo que não seja possível, a este, destruir os valores para cuja promoção ele foi criado?
Aliada a essa visão, aqueles que historicamente advogavam em nome do constitucionalismo foram enfáticos em reconhecer o papel estratégico a ser desempenhado por uma estrutura governamental na sociedade; contudo, atentaram também para o fator essencial de se limitar e controlar o exercício desse poder.
Dentre todas as teorias políticas que visaram a amenizar essa dicotomia — relevância da função/limitação de poder — a doutrina da "separação dos Poderes" foi a mais significativa, vindo a influenciar diretamente os arranjos institucionais do mundo. Adquirindo, inclusive, o status de um arranjo que virou verdadeira substância no curso do processo de construção e de aprimoramento do Estado de Direito, a ponto de servir de "pedra de toque" para se afirmar a legitimidade dos regimes políticos.

## Formalismo e funcionalismo
No estudo da etimologia do conceito, Vile demonstrou que, simplesmente enquanto teoria do governo, a "separação de Poderes" falhou abruptamente em proporcionar a estabilidade do sistema político. Sendo assim, a esse conceito — e com o passar dos anos – foram combinadas outras ideias da área política, tais como a teoria do "governo misto", "ideia de balanço" e a concepção de pesos e contrapesos (ou controlos e equilíbrios, de checks and balances, em inglês); culminando no complexo de teorias constitucionais que dão o substrato teórico para os modernos sistemas políticos.
Na busca por uma definição "pura" do conceito que não esteja imbuída destas mutabilidades posteriores, Vile propõe o seguinte:
| “ | Uma doutrina 'pura' da separação dos Poderes pode ser formulada da seguinte maneira: é essencial para o estabelecimento e manutenção da liberdade política que o governo seja dividido em três ramos ou departamentos, o legislativo, o executivo e o judiciário. Para cada um destes ramos há uma função governamental identificável correspondente, legislativa, executiva ou judicial. Ademais, as pessoas que compõem estas três agências do governo devem se manter separadas e distintas, sendo nenhum indivíduo autorizado a ser, ou estar, ao mesmo tempo membro de mais de um ramo […] | ” |

Uma análise desta definição permite-nos inferir sua similitude com a visão Clássica do conceito, proposta pelo Barão de Montesquieu, para quem:

Há em cada estado três tipos de Poderes, o poder legislativo, o poder executivo das coisas que dependem do direito das nações e o poder executivo daqueles que dependem do direito civil.
Pelo primeiro, o príncipe ou o magistrado faz leis por um tempo ou para sempre, e corrige ou abroga aqueles que são feitos. Pelo segundo, ele faz paz ou guerra, envia ou recebe embaixadas, estabelece segurança, evita invasões. Pelo terceiro, punha os crimes ou julga os diferentes indivíduos. Este último será chamado de poder judicial; e o outro, simplesmente o poder executivo do estado.

Quando na mesma pessoa ou no mesmo corpo de magistratura o poder legislativo está unido ao poder executivo, não há liberdade; porque pode-se temer que o mesmo monarca ou senado possa fazer leis tiranistas, executá-las tiranicamente.
Ainda não existe liberdade, se o poder judicial não for separado do poder legislativo da executivo. Se fosse unido ao poder legislativo, o poder sobre a vida e a liberdade dos cidadãos seria arbitrário; pois o juiz seria legislador. Se ela se juntasse ao poder executivo, o juiz poderia ter a força de um opressor.
tudo estaria perdido se o mesmo homem ou o mesmo corpo dos principais ou dos nobres, ou do povo, exercesse esses três Poderes: o de fazer leis, o de executar as resoluções públicas, e o de julgar os crimes ou as divergências dos indivíduos".

O poder executivo deve estar nas mãos de um monarca; porque essa parte do governo, que quase sempre precisa de ação momentânea, é melhor administrada por um que por vários; Em vez disso, o que depende do poder legislativo, muitas vezes é melhor ordenado por vários, do que por um.
Que, se não houvesse monarca, e o poder executivo confiado a um certo número de pessoas retiradas do corpo legislativo, não haveria mais liberdade; porque os dois Poderes seriam unidos, as mesmas pessoas tendo às vezes e podendo sempre ter parte no um e no outro.
— Montesquieu, O Espírito das Leis, Livro XI
Esta visão específica da "separação dos Poderes" pode ser conceituada como uma definição "formalista" do conceito; denominando, por conseguinte, seus adeptos de formalistas.
Analisando-se a questão sob a perspectiva histórica, percebe-se que foi a experiência do absolutismo e a desconfiança nos magistrados do rei que deram causa a dogmatização e ao endurecimento do princípio da "separação de Poderes".
Talvez por essa desconfiança, não prosperou a concepção hegeliana. Na Filosofia do Direito de Hegel, o poder executivo abrange a esfera judiciária. Coerente com a tensão entre universal e particular que perpassa sua filosofia, o poder Legislativo produz a universalidade (as leis), a partir do jogo das demandas particulares dos grupos de interesse sociais. O poder executivo é guiado pelo universal (o conjunto de leis) para atuar na particularidade dos acontecimentos sociais, incluindo-se aí a resolução dos conflitos judiciais. O monarca é o terceiro poder, representando o singular, sancionando as leis do legislativo e demandando alterações nas leis existentes, quando julgadas defasadas ou incompatíveis com a realidade particular da época.
Contudo, vivemos hoje uma consolidação do Estado de Direito (rule of Law), no qual se tem demonstrado eficaz o sistema de checks and balances.
Sendo assim, e passada a conjuntura histórica na qual a concepção clássica de "separação de Poderes" foi criada e solidificada, demonstra-se imprescindível para o pesquisador do Direito ultrapassar essa barreira teórica; repensando o paradigma institucional criado pelo conceito em perspectiva temporalmente adequada, vez que sua sobrevivência enquanto princípio dependerá de seu fit às exigências da sociedade aberta dos formuladores, intérpretes e realizadores da Constituição.
Imprimindo mais substrato a esse tema, Vile propõe uma visão funcionalista acerca do conceito de "separação de Poderes", tomando uma visão mais flexível da assertiva de que "cada ramo do governo deve ficar adstrito ao exercício do 'poder' que lhe foi explicitamente conferido pela Constituição". Sendo esta, por excelência, a maneira de dar molde ao conceito da maneira mais coerente com a natureza do moderno governo constitucional.

## Por país

### Brasil
A composição dos Poderes do Estado brasileiro, que adotou a teoria de Montesquieu em sua Constituição, funciona da maneira tripartite: o Legislativo, o Executivo e o Judiciário, independentes e harmônicos entre si.
Cada um desses Poderes tem sua atividade principal e outras secundárias. Por exemplo, ao Legislativo, cabe, principalmente, a função de produzir leis e fiscalizá-las, e administrar e julgar em segundo plano. Ao Judiciário, cabe a função de dizer o direito ao caso concreto, pacificando a sociedade, em face da resolução dos conflitos, sendo, sua função atípica, as de administrar e legislar. Ao Executivo, cabe a atividade administrativa do Estado, é dizer, a implementação de o que determina a lei, atendendo às necessidades da população, como infraestrutura, saúde, educação, cultura. Sendo sua função secundária as de legislar e julgar.
|         |             | Esfera                    | Esfera                     | Esfera                                   |
| ------- | ----------- | ------------------------- | -------------------------- | ---------------------------------------- |
| Federal | Estadual    | Municipal                 |                            |                                          |
| Poder   | Executivo   | Poder Executivo Federal   | Poder Executivo Estadual   | Poder Executivo Municipal                |
| Poder   | Legislativo | Poder Legislativo Federal | Poder Legislativo Estadual | Poder Legislativo Municipal              |
| Poder   | Judiciário  | Poder Judiciário Federal  | Poder Judiciário Estadual  | Poder Judiciário Municipal (inexistente) |